# Frederick Townsend Ward

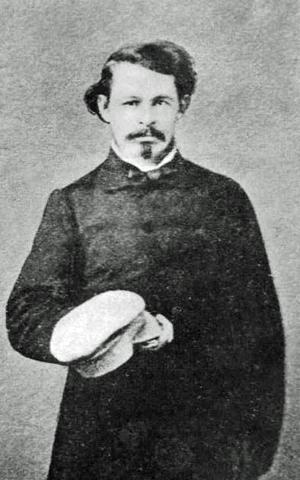
Frederick T. Ward, 1861

Frederick Townsend Ward (* 29. November 1831 in Salem, Massachusetts; † 21. September 1862 in Ningbo, China) war ein aus den USA stammender Abenteurer und Offizier der amerikanischen Handelsmarine.
Er war als Anführer der Immer Siegreichen Armee unter der Befehlsgewalt von Li Hongzhang auf Seiten der Qing-Dynastie Im Bürgerkrieg gegen die Taiping-Rebellion beteiligt. Er starb 1862 nach einer Verwundung.

## Herkunft und Werdegang
Ward stammte aus bürgerlichen Verhältnissen und wuchs in Salem auf. 1846 versuchte er erfolglos an der Militärakademie West Point aufgenommen zu werden. Er wurde daraufhin ein Jahr an der Norwich University mit dem Ziel einer militärischen Laufbahn unterrichtet, verließ die Einrichtung jedoch ohne Abschluss.
Nachdem er die Universität verlassen hatte, heuerte Ward auf einem Handelsschiff als Maat an. 1847 erreichte er auf dieser Reise China. 1850 verweilte er ein Jahr in Kalifornien. 1851 besuchte er erneut China. 1852 erreichte er als erster Offizier auf einem Handelsschiff Mexiko.

## Söldnertum
Ward schloss sich 1852 den Filibustern um William Walker an, welche im Bürgerkrieg in Nicaragua operierten. 1853 diente er als Ausbildungsoffizier in Walkers Truppe.
1859 reiste er in das Kaiserreich China, da er sich aufgrund der dortigen politischen Instabilität und Rebellionen einen lukrativen Markt für das Söldnertum erwartete. 1860 stellte er eine aus rund 200 Deserteuren verschiedener westlicher Länder zusammengestellte Söldnertruppe auf. Diese wurde vom Shanghaier Bankier Yang Fang finanziert. Das Ziel der Truppe war die Verteidigung Shanghais gegen die Taiping-Rebellion und die Einnahme der bei Shanghai liegenden Stadt Songjiang. Im August 1860 wurde Ward bei einem gescheiterten Angriff seiner Truppe auf die Stadt im Gesicht verwundet. Seine Söldnereinheit wurde in der westlichen Presse als ein Sammelsurium amoralischer Trunkenbolde geschildert.
1861 wurde er von britischen Streitkräften auf Befehl von Admiral James Hope in Shanghai gefangengesetzt, da er als Amerikaner die Neutralitätsgesetze gegenüber China gebrochen habe. Der US-Konsul verzichtete jedoch auf eine Anklage, da Ward glaubhaft machen konnte, mittlerweile chinesischer Staatsbürger geworden zu sein. Im Verlauf gelang es ihm aus der britischen Gefangenschaft zu fliehen. Nachdem es seiner Truppe nicht gelungen war, 1861 Qingpu einzunehmen, wurde diese aufgelöst. In der anglo-amerikanischen Presse wurde spekuliert, ob Ward nicht in die Dienste der Konföderierten treten wolle, um in Ostasien Handelskrieg gegen die Union zu betreiben. Ward wehrte sich als Gegner der Sezession gegen die Vorwürfe und schrieb selbst eine Gegendarstellung.
Im Februar 1862 hatte Ward seine neue Militäreinheit fertiggestellt. Diese hatte weiterhin westliche Offiziere aus Wards Umkreis. Die Soldaten waren dieses Mal jedoch in China rekrutierte Einheimische. Die Einheit bewährte sich bei den Kämpfen um Songjiang und erhielt von der Qing-Dynastie den Titel „Immer Siegreiche Armee“. Nach dem militärischen Erfolg heiratete er Yang Fangs Tochter Chang Mei. Nachdem er aufgehört hatte Deserteure zu rekrutieren, besserte sich auch sein Verhältnis zu den britischen Streitkräften in Shanghai. Die „Immer Siegreiche Armee“ arbeitete sogar mit den Briten zusammen, um gegen die „Taiping“ vorzugehen.
Am 21. September 1862 erlitt Ward bei Gefechten bei Ningbo einen Bauchschuss, er starb noch in der folgenden Nacht. Sein Nachfolger als Befehlshaber der Immer Siegreichen Armee wurden Henry Andres Burgevine und schließlich der britische Pionieroffizier Charles George Gordon. Ward erhielt von seinem chinesischen Dienstherrn ein Staatsbegräbnis. Die Behörden ließen ebenso einen Andenkentempel in Songjiang errichten.
Durch die Schilderungen des in China aktiven Diplomaten Frederick Bruce wurden Ward und sein britisches Pendant Gordon der Öffentlichkeit als eigentliche Sieger über die Taipingrebellion dargestellt.